# ادریان ویلیامز-استرانگ
ادریان ویلیامز-استرانگ (انگلیسی: Adrian Williams-Strong؛ زادهٔ ۱۵ فوریهٔ ۱۹۷۷) بازیکن بسکتبال اهل ایالات متحده آمریکا است.
از باشگاه‌هایی که در آن بازی کرده‌است می‌توان به فینکس مرکوری اشاره کرد.